# Llista d'ornitòlegs
Els ornitòlegs que a continuació es detallen han descrit espècies o taxons superiors, utilitzant-se en nombroses ocasions el cognom final, però no els noms o segons cognoms. A fi de facilitar la recerca de l'autor del tàxon corresponent, es detalla a continuació el seu nom complet i nacionalitat.

## A
- Humayun Abdulali, Índia
- Horace Alexander, Regne Unit
- Wilfred Backhouse Alexander, Regne Unit
- Joel Asaph Allen, Estats Units
- John James Audubon, Estats Units
- Jon Edward Ahlquist, Estats Units

## B
- Pierre Barrère, França
- Rotllo Beck, Estats Units
- Hans von Berlepsch, Alemany
- Mathurin Jacques Brisson, França
- Thomas Bewick, Regne Unit
- Biswamoy Biswas, Indi
- Johann Heinrich Blasius, Alemany
- Charles Lucien Bonaparte, França
- James Bond (ornitòleg), Regne Unit
- Pieter Boddaert, Països Baixos
- Franco Andrea Bonelli, Itàlia
- Francis Buchanan-Hamilton, Escòcia
- Walter Buller, Nova Zelanda
- Alfred Edmund Brehm, Alemanya
- Christian Ludwig Brehm, Alemanya

## C
- Jean Cabanis, Alemanya
- John Cassin, Estats Units
- Mark Catesby, Gran Bretanya
- Francesco Cetti, Itàlia
- Frank Chapman, Estats Units
- Walter Charleton, Gran Bretanya
- Charles Chubb, Gran Bretanya
- Carolus Clusius, Flamenc
- Volcher Coiter, França
- Henry Conover, Estats Units
- Víctor Alejandro Correa, Xile

## D i E
- Roberto Dabbene, Argentina
- Armand David, França
- Henry Eeles Dresser, Regne Unit
- Elio Augusto Di Carlo, Itàlia
- Ernst Dieffenbach, Alemanya
- Marc Athanese Parfait Oeillet Des Murs, França
- Charles Dumont de Sainte Croix, França
- Pierre Antoine Delalande, França
- George Edwards, Regne Unit
- Eric Eastwood, Regne Unit

## F i G
- Otto Finsch, Alemanya
- Max Fürbringer, Alemany
- Spencer Fullerton Baird (USA)
- Claudi Gai, França
- George Robert Gray, Regne Unit
- Frederick DuCane Godman, Regne Unit
- Juan Gundlach, (d'Alemanya i Cuba)
- John Gould, Regne Unit
- Andrew Jackson Grayson, Estats Units

## H, J, K
- Gustav Hartlaub, Alemanya
- Carl Edward Hellmayr, Àustria
- Theodor von Heuglin, Alemanya
- Francisco Hernández de Toledo, Espanya
- Johann Hermann, Alemanya
- Ferdinand von Hochstetter, Àustria
- William Henry Hudson, Regne Unit
- Rob Hume, Regne Unit
- John Jonston, Regne Unit
- Nagamichi Kuroda, Japó

## L i M
- David Lack, Gran Bretanya
- Bernard de Lacépède, França
- François Li Vaillant, França
- Frédéric de Lafresnaye, França
- John Latham, Gran Bretanya
- Francis de Laporte de Castelnau, França
- Martin Heinrich Carl Lichtenstein, Alemanya
- Agost d'Anton Heinrich Lichtenstein, Alemanya
- Miguel Lillo, Argentí
- Konrad Lorenz, Àustria
- Marc Athanese Parfait Oeillet Des Murs, França
- Franz Julius Ferdinand Meyen, Alemanya
- Francisco Bernis Madrazo (Espanya)
- George Montagu, Gran Bretanya
- John Frederick Miller, Gran Bretanya
- Alphonse Milne Edwards, França.

## N, O i P
- Tito Narosky, Argentina
- Johann Natterer, Àustria
- Elsie Naumburg, Regne Unit
- Alfred Newton, Regne Unit
- Margaret Morse Nice, Estats Units
- Manuel Nores, Argentina
- Alfred John North, Austràlia
- Claes Christian Olrog, Argentina
- Lorenz Oken, Alemany
- Jean Frédéric Émile Oustalet, França
- Woodbine Parish, Regne Unit
- August von Pelzeln, Àustria
- Joseph Barclay Pentland, Irlanda
- Johann Ferdinand Adam von Pernau, Àustria
- Roger Tory Peterson, Estats Units
- Florent Prévost, França
- Alan R. Phillips, Estats Units

## R i S
- John Ray, Regne Unit
- Othmar Reiser, Àustria
- Anton Reichenow, Alemanya
- Robert Ridgway, Estats Units
- Maurici A. I. Rumboll, Argentina
- Lionel Walter Rothschild, 2n Baró Rothschild, Regne Unit
- Paolo Savi, Itàlia
- Osbert Salvin, Anglaterra
- Tommaso Salvadori, Itàlia
- Georg Steller, Alemanya
- Richard Bowdler Sharpe, Regne Unit
- Leonhard Hess Stejneger, Noruega
- Johann Baptist von Spix, Alemanya
- Philipp Ludwig Statius Müller, Alemany
- Caspar Schwenckfeld, Silesia
- Philip Sclater, Regne Unit
- Peter Scott, Regne Unit
- Charles Sibley, Estats Units
- Andrew Smith, Escòcia
- Maria Emilie Snethlage, Alemanya / Brasil
- Ferdinand Stoliczka, Àustria
- William Henry Sykes, Regne Unit
- William Swainson, Regne Unit

## T, O, V i W
- Władysław Taczanowski, Polònia
- Coenraad Jacob Temminck, Països Baixos
- Johannes Thienemann, Alemanya
- Nikolaas Tinbergen, Països Baixos
- William Turner, Regne Unit
- Jules Pierre Verreaux, França
- Jean Baptiste Édouard Verreaux, França.
- Louis Jean Pierre Vieillot, França
- Nicholas Aylward Vigors, Irlanda
- Alexander Wetmore, Estats Units
- Gilbert White, Regne Unit
- Francis Willughby, Regne Unit
- Alexander Wilson, Escòcia

## Y i Z
- William Yarrell, Regne Unit
- Darío Yzurieta, Argentina
- Giuseppe Zinanni, Itàlia

## Ornitòlegs americans
- John Abbot
- James William Abert
- Jon Edward Ahlquist
- Joel Asaph Allen
- Dean Amadon
- John James Audubon

B
- Spencer Fullerton Baird
- Outram Bangs
- William Bartram
- George Latimer Bats
- Rotllo Beck
- William Beebe
- Lyman Belding
- John Graham Bell
- Charles Bendire
- Andrew John Berger
- James Bond (ornitòleg)
- Thomas Maig Brewer
- William Brewster (ornitòleg)
- Bruce Beehler
- Henry Bryant

C
- John Cassin
- Montague Chamberlain
- James Chapin
- Frank Chapman
- James Clements
- Henry Boardman Conover
- Charles B. Cory
- Elliott Coues

D
- Jean Théodore Delacour
- Jonathan Dwight

I
- Edward Howe Forbush
- Daniel Giraud Elliot

F
- Louis Agassiz Fortes

G
- Andrew Jackson Grayson
- Ludlow Griscom

H
- Edward Harris (ornitòleg)
- Henry Wetherbee Henshaw
- Thomas Horsfield

J
- Theodore Jasper

K
- Peter Kaestner
- Kenn Kaufman

L
- George Newbold Lawrence

M
- Ernst Mayr
- Florence Augusta Merriam Bailey
- Rodolphe Meyer de Schauensee
- Robert Cushman Murphy

N
- Margaret Morse Nice
- John Treadwell Nichols

O
- Harry Church Oberholser
- George Ord

P
- Theodore A. Parker III
- Titian Peale
- James Lee Peters
- Roger Tory Peterson
- Alan R. Phillips

R
- Pamela C. Rasmussen
- Charles Wallace Richmond
- John Livesy Ridgway
- Robert Ridgway
- Joseph Harvey Riley
- Sidney Dillon Ripley

S
- Charles Sibley
- David Allen Sibley
- Phoebe Snetsinger
- Joseph Beal Steere
- Leonhard Hess Stejneger
- George Miksch Sutton

T
- Stanley Temple
- John Eliot Thayer
- Walter Edmond Clyde Todd
- Charles Haskins Townsend
- John Kirk Townsend

W
- Alexander Wetmore
- Alexander Wilson
- Marie Winn
- Samuel Washington Woodhouse

X
- John Xantus de Vesey

Z
- John Todd Zimmer

## A-D
- Sálim Ali (Índia)
- Dean Amadon (USA)
- Jean Victoire Audouin (França)
- Edward Blyth (Regne Unit)
- Thomas Maig Brewer (USA)
- Charles B. Cory (USA)
- Elliott Coues (USA)
- Jean Dorst (França)

## E-H
- Jim Flegg ((Regne Unit)
- Robert Gillmor (Regne Unit)
- Philip Henry Gosse (Regne Unit)
- John Edward Gray (Regne Unit; germà de l'anterior)
- Edward Grey, 1st Viscount Grey of Fallodon (Regne Unit)
- Ernst Hartert (Alemanya)
- Arthur Hay, 9è Marquès de Tweeddale (Regne Unit)
- Eliot Howard (Regne Unit)
- Allan Octavian Hume (Regne Unit) (Índia)

## I-L
- Thomas C. Jerdon (Regne Unit) (Índia)
- Janet Kear (Regne Unit)
- Thomas Littleton Powys, 4t Baró de Lilford (Regne Unit)
- Gail Carter Lott (Regne Unit)

## M-P
- William MacGillivray (Regne Unit)
- Charles Henry Tilson Marshall (Índia/Regne Unit)
- Gregory Mathews (Austràlia)
- Chris Mead (Regne Unit)
- Coronel Richard Meinertzhagen (Regne Unit)
- Rodolphe Meyer de Schauensee (USA)
- Guy Mountfort (Regne Unit)
- Max Nicholson (Regne Unit)
- Bill Oddie (Regne Unit)
- James Lee Peters (USA)
- Francisco J. Purroy Iraizoz (Espanya)

## Q-T
- Sidney Dillon Ripley (USA)
- Walter Rothschild, 2n Baró de Rothschild (Regne Unit)
- Sir Edward Sabine (Regne Unit)
- Bertram I. Smythies (Regne Unit)
- Hugh Edwin Strickland (Regne Unit)
- Robert Swinhoe (Regne Unit)
- Arthur Landsborough Thomson (Regne Unit)
- Samuel Tickell (Índia)
- Henry Baker Tristram (Regne Unit)
- Bernard Tucker (Regne Unit)
- Marmaduke Tunstall (Regne Unit)

## O-Z
- Keith Vinicombe, Regne Unit
- Karel Voous (Països Baixos)
- Andy Webb (Regne Unit)
- Harry Witherby (Regne Unit)